# アイロニー

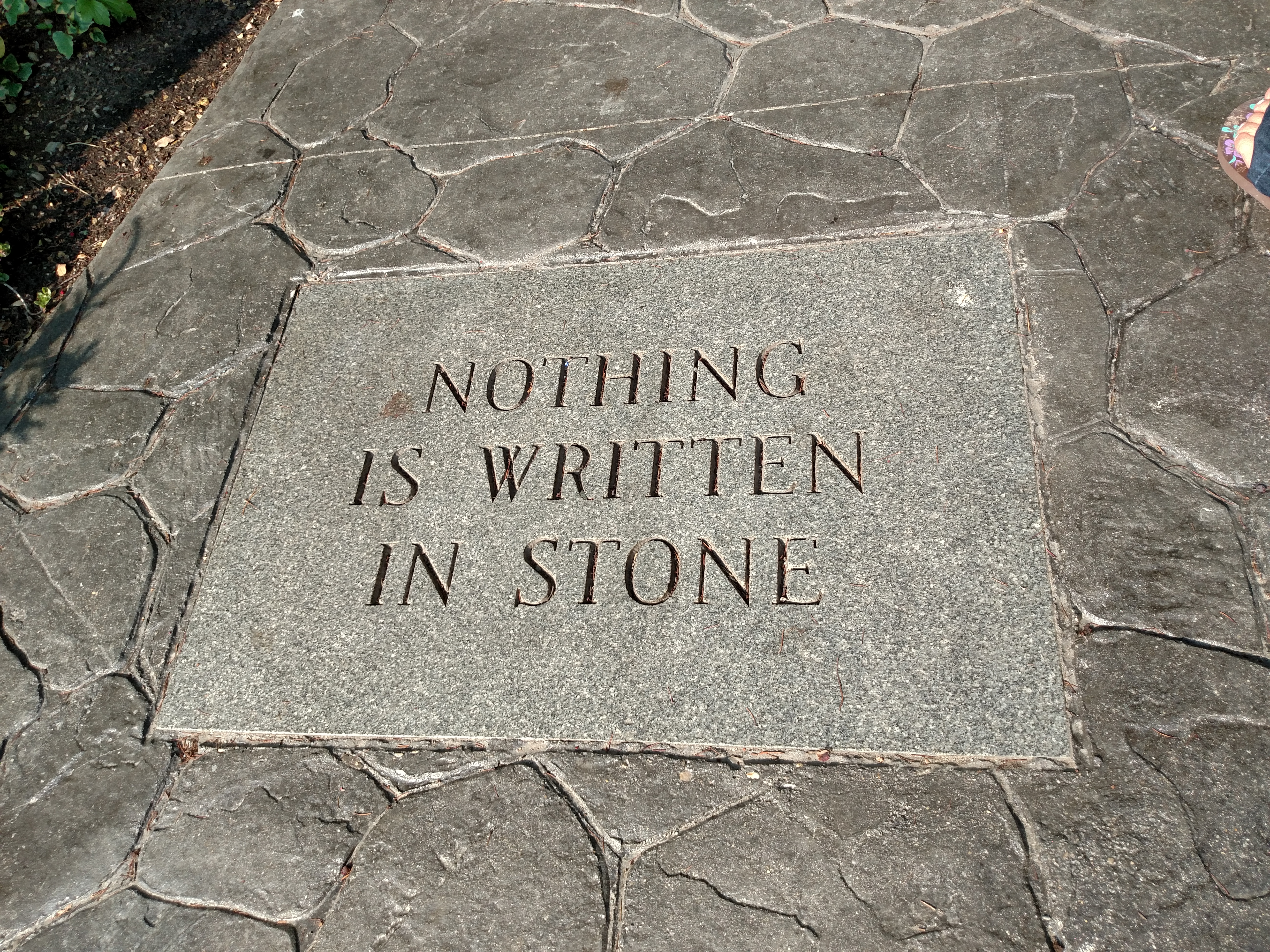
状況的アイロニーの一般的な例。「石にはなにも書かれていない」という言葉が、実際には石に書かれている。

アイロニーもしくはイロニー（英: irony, 独: Ironie）とは、表面的な立ち居振る舞いによって本質を隠すこと、無知の状態を演じること。この言葉の語源は、ギリシア語のエイローネイアー εἰρωνεία「虚偽、仮面」、「よそおわれた無知」である。
日本語では皮肉骨髄という仏教用語になぞらえ、換喩的に皮肉と訳した（皮肉は骨髄に対して表面的であり本質的ではない）。その他、一般には反語、逆説などの意味でも用いられる。
アイロニーは歴史的に様々な用法を持つに至った言葉であるが、大きくは修辞学と哲学の二つの意味がある。

## 概要

### 修辞学
修辞学では、アイロニーとは、本当の考えや意図と違う考えをほのめかすことによって伝えることである。この際には、たとえばほめ殺しのように、誇張法が多く用いられる。その多くの場合は、他人を嘲笑することや諷刺することを目的としている。また、ドラマティック・アイロニーという使われ方がある。これは、観客が知っている真実を喜劇に登場する人物だけが知らず、登場人物たちが右往左往する様子を滑稽として笑うという点で、真実を隠すという意味で「アイロニー」である。

### 哲学
哲学では、ソクラテスが産婆術と称して、自分が知っていることをあたかも知らない振りをして、若者と議論をするという立ち振る舞いを示した。こうしたソクラテスの挙動は道化振りとして批判もできるだろう。しかし、後にシュレーゲルは、これが自我を解放するための手段になるとして注目する。こうした哲学的アイロニーは、ロマンティック・アイロニー（ロマン主義的アイロニー）と呼ばれるものである。シュレーゲルのアイロニーに対しては、後にヘーゲルやキルケゴールなどが、哲学という真理を探究する領域においては相応しい手段ではないとして、批判的な態度を取った。以下では哲学的な意味でのアイロニーについて示す。

## ソクラテス
ソクラテスのアイロニーとは、彼が有名な「無知の知」の対話において、通常の意味では彼も知っている事柄を知っていないかのように振舞った態度のことである。ソクラテス的対話においては、このようにあえて無知を「装う」ことで、言葉が通常の慣れ親しんだ意味から離れ、哲学的な探求へと進む事になる。

## キルケゴール
キルケゴールは、学位論文『アイロニーの概念について』で、ヘーゲルの側に立ちながら、ロマン主義的アイロニーについて批判を行った。彼はアイロニーを古典的概念としてのそれと、当時ドイツで肯定的な評価が成されていた実存主義的概念としてのそれの2つに分類し、前者をソクラテスのアイロニー、後者をロマン主義的アイロニーと呼んだ。この二つの向かう方向性は異なる。ソクラテスのイロニーは真理を探究するものであるのに対し、シュレーゲルのロマン主義的イロニーは審美の領域に限られるというのである。
もっともソクラテスのアイロニーであっても、キルケゴールによれば、宗教という真理にたどり着くにあたって十分な手立てではない。キルケゴールが真理にたどり着く手段として注目したのは、むしろフモール（ユーモア）である。実存を美的／倫理的／宗教的段階の三つに分け、宗教的段階を最上位に置くキルケゴールにとって重要なのは、美的段階に遊ぶ事ではなく、素早く宗教的段階に達する事であった。かくしてキルケゴールは、アイロニー的立場の限界を指摘する。これによって彼は当時ドイツで主流を占めていた哲学思想に対峙し、自身が重視するキリスト者的実存の優位を主張していく。
こうしたキルケゴールの見解は美を解さぬともいえようし、また真と善を結びつけ、美をそれらの下位に置くという意味で、古典主義的であるという事も出来よう。しかしこの初期キルケゴールの仕事は、最終的にキルケゴール自身が自らの仕事の目録に含めなかったのだし、またヘーゲルの影響をあまりにも強く受けておりキルケゴール自身の独自性に乏しいと後世の研究者らに看做されることとなる。